# Cayuse

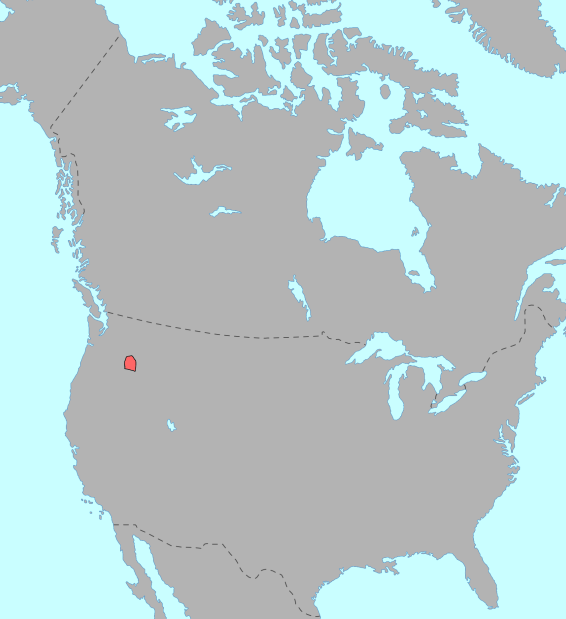
Cayuse

Die Cayuse sind ein Indianer-Stamm des Columbia Plateaus des Pazifischen Nordwestens der Vereinigten Staaten. Kulturell und sprachlich standen sie insbesondere dem bevölkerungsreichsten Stamm des Plateaus, den Nez Percé, nahe, deren Sprache sie auch übernommen hatten. Zusammen mit den anderen Stämmen der Sahaptian-Sprachen (auch Sahaptin, Shahaptian – einer Untergruppe der Plateau Penuti-Sprachfamilie), wie den Palus (Palouse), Walla Walla, Yakima, Umatilla und Wayampam gehörten sie zum Kulturareal des Plateau.

## Name
Ihre heute allgemein übliche Stammesbezeichnung als Cayuse ist wahrscheinlich vom franko-kanadische Wort Cailloux für „Steine“ oder „Felsen“ bzw. „Felsen-Volk“ abgeleitet und bezog sich hierbei auf die felsige/gebirgige Landschaft und Hochebene ihres Stammesgebietes im heutigen Südosten des US-Bundesstaates Washington und des angrenzenden Nordwestens von Oregon. Der schottische Botanist David Douglas (1799–1834) übernahm die Bezeichnung als Kyeuuse oder Kyuuse, frühe Siedler nannten sie Cai-uses, Cayouses, Skyuse, Kaius (und weitere Varianten).
Die Cayuse selbst nannten sich, wie viele indigene Völker Amerikas, einfach Te-taw-ken („Wir, das Volk“), manchmal wiedergegeben auch als („Das (anderen Völkern) überlegene Volk“). Laut dem Linguisten Haruo Aoki (1998) bezeichneten sie sich jedoch ursprünglich in ihrer Sprache als Lik-si-yu („das Volk“). Die benachbarten Nez Percé bezeichneten sie hingegen als Weyiiletpuu oder Waiilatpus („Das Volk des Weidelgras“) und nach Übernahme des Nez Percé (Niimiipuutímt) bezeichneten die Cayuse sich ebenfalls so.
Durch die Lewis-und-Clark-Expedition von 1804 bis 1806 reisten zum ersten Mal Weiße durch das Stammesgebiet der Cayuse. Auf dem Weg zur Pazifikküste entlang des Columbia River, campierte im Oktober 1805 die Expedition an der Mündung des Walla Walla River. Meriwether Lewis und William Clark gaben den Stammesnamen der Cayuse als „Ye-E-al-po“ (Moulton, Clark’s Journal, June 6, 1806); „Y-e-let-pos“ und „Willetpos“ (Moulton, Lewis’ Journal, June 8, 1806) wieder – eine phonetische Schreibweise von Weyiiletpuu oder Waiilatpus.
Oftmals wurden die Cayuse auf Grund ihrer engen verwandtschaftlichen, sprachlichen und kulturellen Verbindung fälschlicherweise als die Weyiiletpuu (Wailetpu) oder Yeletpo Band der Nez Percé betrachtet; sie identifizieren sich jedoch als eigenständige Ethnie und werden auch seitens der Nez Percé nicht als Stammesangehörige betrachtet.

## Stammesgebiet
Wie andere Stämme in dieser Gegend auch waren die Cayuse ursprünglich sesshaft und wohnten in mehreren saisonalen Sommer- und Winterdörfern entlang der Flüsse, meist lag die Siedlung an einem Wasserfall oder entlang Stromschnellen, um den Lachsfang zu erleichtern. Nach Übernahme des Pferdes übernahmen die Cayuse größtenteils die nomadische Lebensweise und viele Kulturtechniken der Plains-Indianer und zogen – zusammen mit den verwandten und verbündeten Umatilla, Walla Walla und Nez Percé – weit ostwärts bis auf die Nordwestlichen Plains von Montana zur Bisonjagd und westwärts bis zur pazifischen Westküste, um mit den dortigen Stämmen als Mittelsmänner Handel zu treiben.
Ihr ursprüngliche Heimat lag entlang der Oberläufe des Walla Walla River, Umatilla River und Grande Ronde Rivers sowie von den Blue Mountains westwärts bis zum Deschutes River in Washington and Oregon.
Durch die Einführung des Pferdes erweiterten die Banden der Cayuse ihr Schweifgebiet erheblich und Kriegs- sowie Raubzüge gegenüber den weiterhin sesshaften kleineren Stämmen machten sie zu gefürchteten Nachbarn, die Tribut von militärisch schwächeren Stämmen forderten und deren Jagd, Fischgründe und Handel kontrollierten. Die nun aufgenommene Bisonjagd im Osten machte sie – zusammen mit anderen Plateau-Stämmen – zu erbitterten Feinden der mächtigen Blackfoot-Konföderation (bestehend aus: Siksika, Kainai, Piegan sowie Sarcee und Gros Ventre). Im Süden verschärften sich die bereits bestehenden Konflikte mit den allgemein als Snake Indians bezeichneten kriegerischen Stämmen (ihre Heimat lag größtenteils entlang des Snake River sowie in der Snake River Plain und reichte weiter nach Süden) der Nördlichen Shoshone, Bannock und Nördlichen Paiute.

## Übernahme des Pferdes
Es wird vermutet, dass die Cayuse – via Vermittlung durch ihre südlichen Feinde, den Nördlichen Shoshone, – der erste Stamm auf dem Columbia Plateau waren, der in den Besitz von Mustangs gelangte. Bald hierauf entwickelten sie sich – wie die Nez Percé und Palus – zu erfolgreichen Pferdezüchtern; hierbei zeichnet sich die nach ihnen benannte Pferderasse – das Cayuse Horse – durch besondere Trittsicherheit, Ausdauer, Genügsamkeit, Widerstandskraft und Schnelligkeit aus. Die Qualitäten des heute bekannteren Appaloosa der Nez Percé und Palus hingegen, sind besonders auf kurzer Strecke schnell zu werden und wendig zu sein, wie das früher auf der Bisonjagd besonders gebraucht wurde sowie das charakteristische Farbfleckenmuster. Im Gegensatz zum Appaloosa zeichnete sich das Cayuse Horse nicht durch extra Farbmuster oder andere Rasseeigenschaften aus und galt daher bei den Weißen meist als minderwertig oder die Bezeichnung Cayuse Horse wurde als abwertender Begriff für Indianerpony gebraucht. Die Cayuse waren zudem als exzellente Reiter bekannt.

## Geschichte

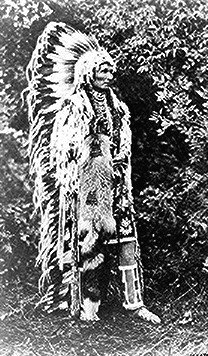
Umapine (Wakonkonwelasonmi), ein Cayuse-Häuptling, September 1909

Bis in die 1840er Jahre waren die Cayuse ein bei den kleineren Stämmen der Gegend gefürchteter Stamm. Sie traten auch als Mittelsmänner im Handel mit anderen Stämmen auf. Um 1847 raffte eine Masernepidemie einen Großteil des Stammes dahin und hinterließ nur noch ca. 400 Überlebende.
Daraufhin töteten die Cayuse auf dem Gebiet der Sahaptin im sogenannten „Whitman-Massaker“ den Missionar Marcus Whitman und seine Familie, welchen sie für die Masernepidemie verantwortlich machten. Durch die hohen Verluste durch Masern und durch die Kämpfe mit den Weißen waren die Cayuse schließlich gezwungen, mit den USA einen Friedensvertrag zu unterzeichnen und in das Umatilla-Reservat zu ziehen.

## Heute
Heute bilden die Cayuse zusammen mit den Umatilla und Walla Walla den auf Bundesebene anerkannten Indianerstamm (federally recognized tribe) der Confederated Tribes of the Umatilla Indian Reservation (CTUIR). Das Umatilla-Reservat umfasst ca. 702 km² und liegt im Umatilla County im Nordosten von Oregon; der gemeinsame Stammes- und Verwaltungssitz liegt östlich von Pendleton in der Nähe der Blue Mountains. Fast die Hälfte des Reservatslandes gehört Nicht-Indianern und das Reservat umfasst große Teile des Flussgebiets des Umatilla Rivers. Aktuell (2015) zählen nach eigenen Angaben die vereinigten Stämme 2.965 Stammesmitglieder, von denen ca. die Hälfte auf und nahe der Umatilla-Reservation leben. Auf der Reservation leben auch 300 Indianer, die bei anderen Stämmen – wie den Confederated Tribes and Bands of the Yakama Nation, Confederated Tribes of Warm Springs und Nez Perce Tribe of Idaho – als Stammesmitglieder eingeschrieben sind. Zudem haben neben den genannten Stämmen auch ca. 1.500 Nicht-Indianer ihren Wohnsitz auf der Umatilla-Reservation.
2006 bekamen die konföderierten Stämme des Umatilla-Reservates das in historischen Verträgen verbriefte Recht zugesprochen, nördlich des Yellowstone-Nationalparks in Teilen der Absaroka-Beartooth Wilderness aus kulturellen Gründen Bisons zu jagen.

## Sprache
Ihre ursprüngliche Sprache – das Cayuse oder Waiilatpu(an) – gilt heute als isolierte Sprache und seit 1960 als ausgestorben. Die frühere Annahme, ihre Sprache würde zusammen mit der Sprache der Molala (auch: Molale, Molalla, Molele) einen Waiilatpuan-Zweig des Plateau-Penuti der Penuti-Sprachfamilie bilden, wird heute nicht mehr unterstützt. Die Ähnlichkeiten beider Sprachen auf der Ebene des Wortschatzes werden auf Sprachkontakt zurückgeführt, der zu Entlehnungen mittels Fremdwörter, Lehnwörter, Lehnübersetzungen usw. führte. Schon 1805 hatten die meisten Cayuse mittels Sprachwechsel ihre Muttersprache aufgegeben und das Weyiiletpuutímt, eine Varietät des Lower Nez Perce oder Lower Niimiipuutímt-Dialekt (auch: Downriver oder Westlicher Dialekt) der Nez Percé übernommen.

## Sonstiges
Die Cayuse sind auch Namensgeber für einen Militärhubschrauber der United States Army, den Hughes OH-6 „Cayuse“, im Rahmen der dort üblichen Praxis, Hubschraubertypen mit Namen von Indianerstämmen zu bezeichnen.